# スタンダードミサイル

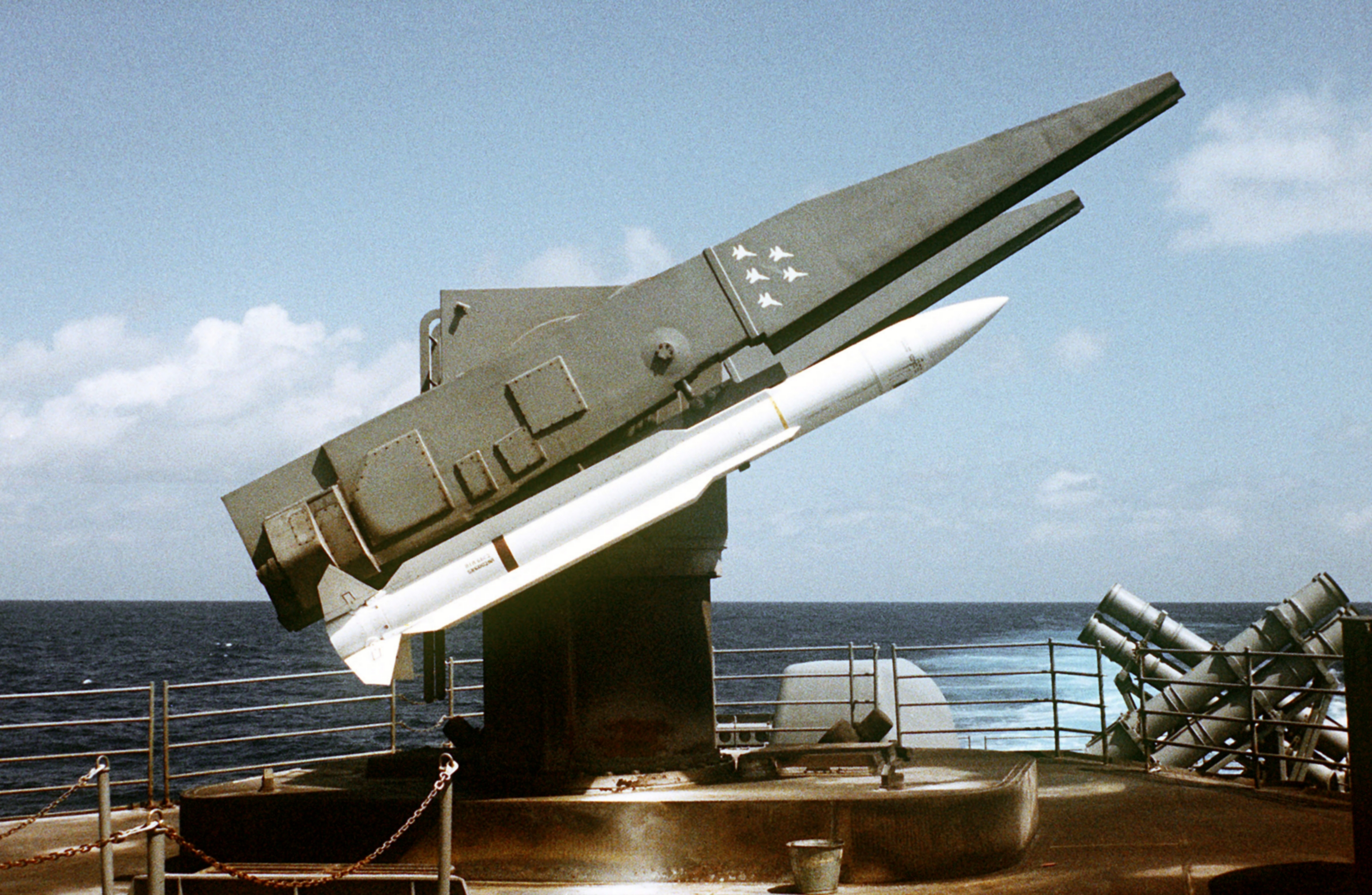
「タイコンデロガ」のMk.26発射機に装填されたSM-2MRミサイル。
発射機には5つのキルマークが描かれている。

スタンダードミサイル（英語: Standard Missile）は、アメリカ合衆国で開発されたミサイルのシリーズ。先行するテリア・ターターをもとに、設計を共通化して発展させた艦対空ミサイルであるSM-1シリーズを基本として、イージスシステムにあわせて改良したSM-2シリーズ、弾道弾迎撃ミサイルとしてのSM-3、NIFC-CAに対応した超長射程型のSM-6などがある。また派生型として、対レーダーミサイルのスタンダードARM、艦対艦ミサイル版のRGM-66もあったが、いずれも運用は比較的小規模で終わった。
スタンダードとは英語で軍旗・標準・基準などを意味する単語で、アメリカを始めとした西側諸国（当時）の海軍艦艇にとって「基準」となる艦対空ミサイルを目指して開発されたためこの名称が採用されたとされる。事実、初期型の就役から半世紀以上経過した現在においても、改良を続けながらアメリカ海軍など旧西側諸国の海軍を中心に中長距離域での艦隊防空を担う艦対空ミサイルとして就役し続けている。

## 開発の経緯
アメリカ海軍は、第二次世界大戦末期より、全く新しい艦隊防空火力として艦対空ミサイル（SAM）の開発に着手していた。戦後も、ジェット機の発達に伴う経空脅威の増大を受けて開発は拡大され、1956年にはテリア、1959年にタロス、そして1962年にはターターが艦隊配備された。これらは3Tと通称され、タロスはミサイル巡洋艦、テリアはミサイル・フリゲート（DLG/DLGN）、そしてターターはミサイル駆逐艦（DDG）に搭載されて広く配備された。
その間も経空脅威の増大は続いており、3Tでは早晩対処できなくなる恐れが指摘された。このことから、これらの在来型防空艦の配備と並行して、1958年からは、早くも3Tの次の世代の防空システムとしてタイフォン・システムの開発が開始された。タイフォンMR（旧称"スーパー・ターター"）搭載のDDGは1961年度から、またタイフォンLR（旧称"スーパー・タロス"）搭載のDLGないしDLGNは1963年度から建造される予定とされていた。
しかしタイフォンの開発は、要求性能の高さに対する技術水準の低さ、統合システムの開発への経験不足により難渋し、1963年にキャンセルされた。これにより、アメリカ海軍の防空艦整備に重大な間隙が生じたことから、タイフォンのキャンセルで浮いた予算の多くが、3Tの改良計画に振り分けられた。全般的な改良計画のひとつとしてテリアとターターへの半導体技術の導入が進められていたが、もともとテリアから派生するかたちでターターが開発されたことから、両者には共通する部分が多かった。このことから、テリアとターターの改良計画は完全に合流することになり、両者を共通の基本設計のミサイルによって更新するため開発されたのが、本ミサイルである。開発計画は1963年10月に正式に提案され、1967年度より調達が開始された。

## SM-1シリーズ
スタンダードはタイフォンと同様に、基本となる中射程型（Middle Range, MR）と、ブースターを備えた長射程型（Extended Range, ER）をファミリー化して開発された。また同時に、タイフォン計画の過程で開発された改良型のロケットエンジンが導入されたが、ミサイルの誘導方式は従来通りのセミアクティブ・レーダー・ホーミング（SARH）とされた。1964年の最初期の設計では、中間誘導用の無線リンク装置や慣性航法装置のための余地が盛り込まれていたが、この時点ではこれらの装置は搭載されず、SM-2シリーズを待つ必要があった。

### RIM-66 SM-1MR

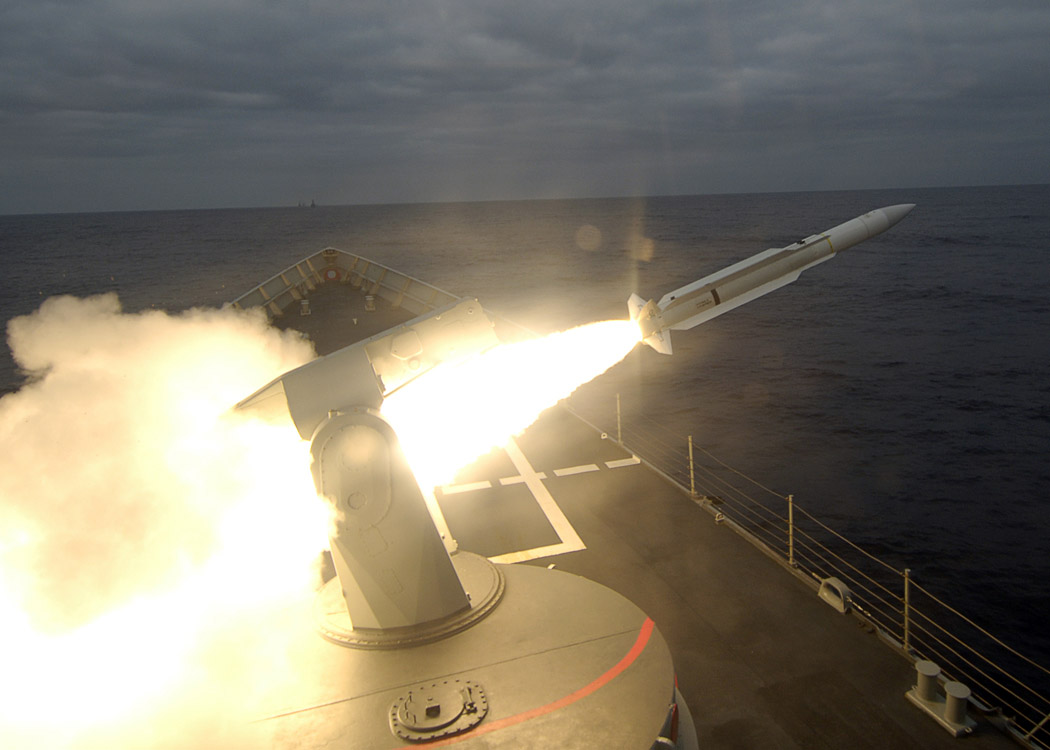
Mk.13発射機から発射された直後のSM-1MR

中射程型（MR）の試作機であるYRIM-66Aは1965年より試験飛行を開始し、実用機であるRIM-66Aは1967年に就役した。基本設計はターターのものが踏襲されたほか、固体燃料ロケットエンジンはMk.27、弾頭はMk.51と、いずれもターターと同じものを採用した漸進型であった。また対水上射撃に対応していた。最初期の生産型はブロックIとされており、小改正型であるブロックII、ブロックIIIを経て、1968年より就役したブロックIVがRIM-66Aの決定版となった。これは電子防護能力を強化するとともに最短射程の短縮を図り、水上目標・横過目標に対する捕捉時間も短縮した。1970年より、ブロックIII弾の多くがブロックIV仕様に改装された。
しかし1969年からは、全面的な改良型であるブロックVが生産に入っており、RIM-66Bとして制式化された。これは下記のように、ターターから導入されたミサイルの主要構成部品の多くを新開発品に更新するものであった。
- シーカーの走査方式 - ターター以来のコニカルスキャンからシーケンシャルプレーンスキャン（SPS）へ
- 弾頭 - ターター以来のMk.51（連続ロッド式）からMk.90（爆風破片効果式）へ
- ロケットエンジン - ターター以来のMk.27から新型のMk.56 mod.1へ

特に最後のロケットエンジンの変更により、ミサイルの全長は25センチ延長されたが、かわりに射程は45パーセント、射高は25パーセント増大した。
その後、1980年度からは、SM-1MRの最終発達型であるブロックVIの調達が開始され、RIM-66Eとして制式化された。これはSM-2シリーズで搭載された新型のモノパルス・シーカーや、やはり新開発の近接信管（TDD Mk.45 mod.4）をバックフィットしたものであった。またRIM-66E-3/8ではSM-2と同じMk.115弾頭が搭載されたほか、ブロックVIA（RIM-66E-5）およびVIB（RIM-66E-6）以降では、低RCS目標に対処できるように近接信管を改良している。

#### 搭載艦 (ターター搭載艦を含む)
- アメリカ海軍
  - オールバニ級ミサイル巡洋艦
  - カリフォルニア級原子力ミサイル巡洋艦
  - バージニア級原子力ミサイル巡洋艦
  - チャールズ・F・アダムズ級ミサイル駆逐艦
  - ジョン・ポール・ジョーンズ級ミサイル駆逐艦
  - ミッチャー級駆逐艦
  - キッド級ミサイル駆逐艦
  - ブルック級ミサイルフリゲート
  - オリバー・ハザード・ペリー級ミサイルフリゲート
- イタリア海軍
  - インパヴィド級駆逐艦
  - アウダーチェ級駆逐艦
  - デ・ラ・ペンネ級駆逐艦
- オーストラリア海軍
  - パース級駆逐艦
  - アデレード級フリゲート
- オランダ海軍
  - トロンプ級フリゲート
  - ヤコブ・ファン・ヘームスケルク級フリゲート
- スペイン海軍
  - バレアレス級フリゲート
  - サンタ・マリア級フリゲート
- 西ドイツ海軍
  - リュッチェンス級駆逐艦
- 海上自衛隊
  - 護衛艦「あまつかぜ」
  - たちかぜ型護衛艦
  - はたかぜ型護衛艦
- フランス海軍
  - ケルサン級駆逐艦
  - カサール級駆逐艦
- 中華民国海軍
  - 富陽級駆逐艦[注 1]
  - 済陽級フリゲート（中国語版）[注 2]
  - 成功級フリゲート

### RIM-67 SM-1ER
テリアの後継であり、基本的には、RIM-66 SM-1MRを原型としてブースターを付した設計となっている。また弾体に内蔵されたロケットエンジン（サステナー）も変更されており、サステナーとしてはMk.30、ブースターとしてはMk.12が搭載された。射程は40海里 (74 km)とされていたが、1971年の実射演習では70海里 (130 km)の射程を記録している。

#### 搭載艦 (テリア搭載艦を含む)
- アメリカ海軍
  - 原子力ミサイル巡洋艦「ロングビーチ」
  - リーヒ級ミサイル巡洋艦
  - 原子力ミサイル巡洋艦「ベインブリッジ」
  - ベルナップ級ミサイル巡洋艦
  - 原子力ミサイル巡洋艦「トラクスタン」
  - ファラガット級駆逐艦（クーンツ級駆逐艦）
- イタリア海軍
  - アンドレア・ドーリア級巡洋艦
  - ヘリコプター巡洋艦「ヴィットリオ・ヴェネト」

## SM-2シリーズ
SM-2シリーズは、SM-1シリーズをもとにプログラマブルなオートパイロットを導入し、指令誘導に対応した改良型である。ミサイルは、母艦からの指令誘導を受けつつ目標近傍まで飛翔したのち、セミアクティブ・レーダー・ホーミング（SARH）誘導によって突入する。すなわち、SARH誘導のためのレーダービームの照射は、ミサイルの航程の終末部分だけでよくなっており、同時に複数の目標に対処できるようになった。なお、これはアメリカの戦術ミサイルとして初めて慣性航法装置を導入したものであった。

### RIM-66 SM-2MR

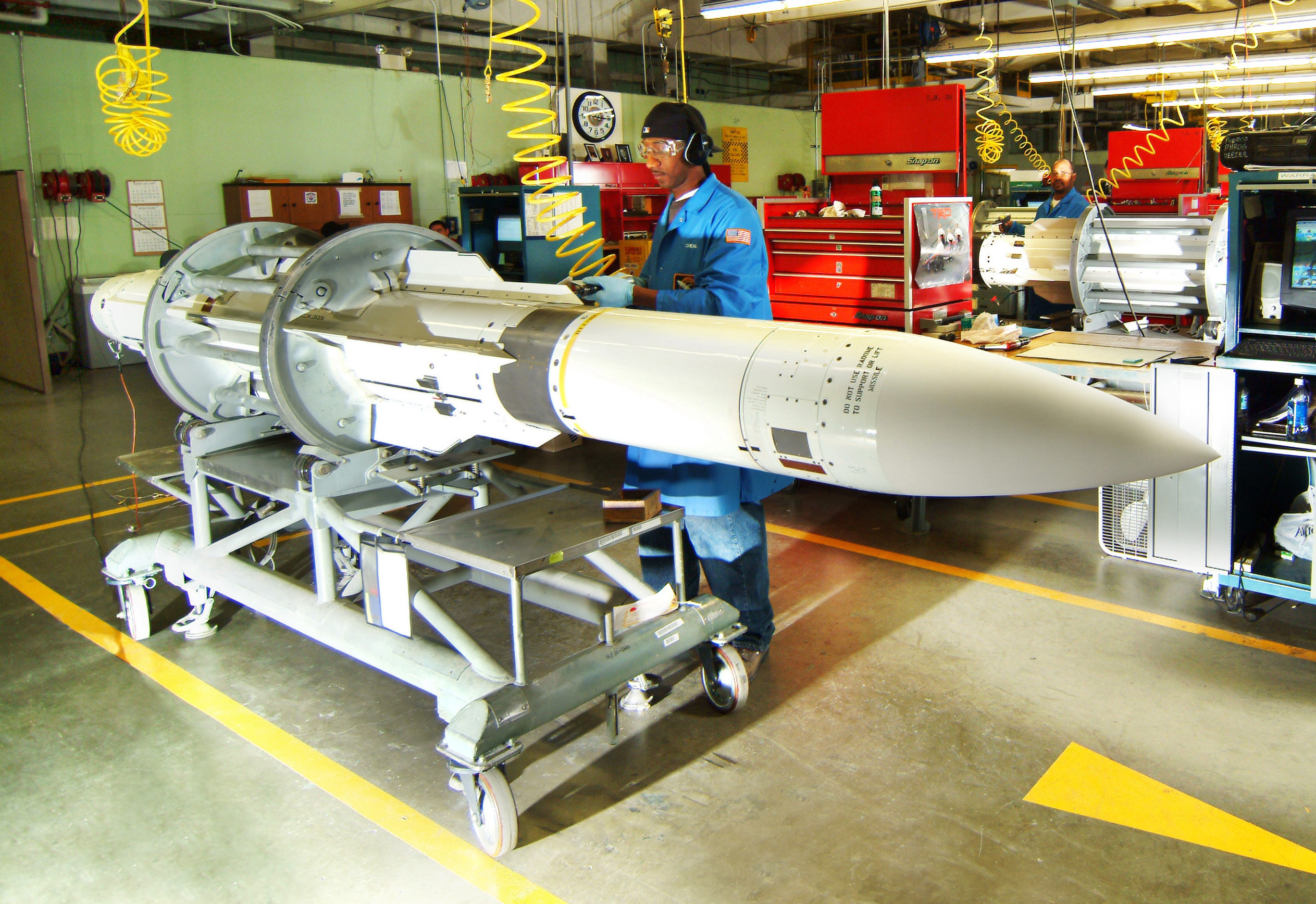
組み立て中のSM-2MRミサイル

SM-2MRは、SM-2シリーズの中射程型であり、主としてイージスシステム（AWS）で用いられる。最初期型のブロックIとしては、まず1978年より、イージス用のRIM-66Cの運用が開始された。ロケットエンジンはSM-1MRブロックVと同じMk.56であったが、誘導装置にモノパルスシーカーが導入されたほか、弾頭もMk.115とされた。ロケットエンジンも弾体設計もSM-1MRブロックVと同じであったものの、上記のような誘導方式変更によって飛翔経路が合理化されたことから、射程は60パーセント延伸された。またNTU艦用としてRIM-66Dが配備された。RIM-66Cの生産は1983年度で終了した。
1983年には、改良型であるブロックIIの運用が開始された。ロケットエンジンをMk.104に更新したことで射程はほぼ倍増したが、これは射撃指揮装置のイルミネーターによる照射可能距離の限界に近い距離であった。またデジタル信号処理を導入するとともに弾頭も強化されている。RIM-66Gはイージス（Mk.26搭載艦）用、RIM-66Hはイージス（Mk.41搭載艦）用、RIM-66JはNTU艦用であった。
1984年からはスタンダードミサイル改善計画が発動され、これによるブロックIIIは1988/90年度より調達を開始した。新開発の近接信管（TDD Mk.45 mod.9）を搭載して、低高度目標との交戦能力を強化している。RIM-66KはNTU艦用、RIM-66Lはイージス（Mk.26搭載艦）用、RIM-66Mはイージス（Mk.41搭載艦）用であった。また1991年度からは低高度目標への対処能力向上と粒爆薬の重量化を行ったブロックIIIAおよび終端赤外線誘導機能を加えたブロックIIIBへと移行した。その後従来のSARH方式に加えアクティブ・レーダー・ホーミング（ARH）方式にも対応したデュアルシーカーを搭載したブロックIIICも開発されている。

### RIM-67 SM-2ER

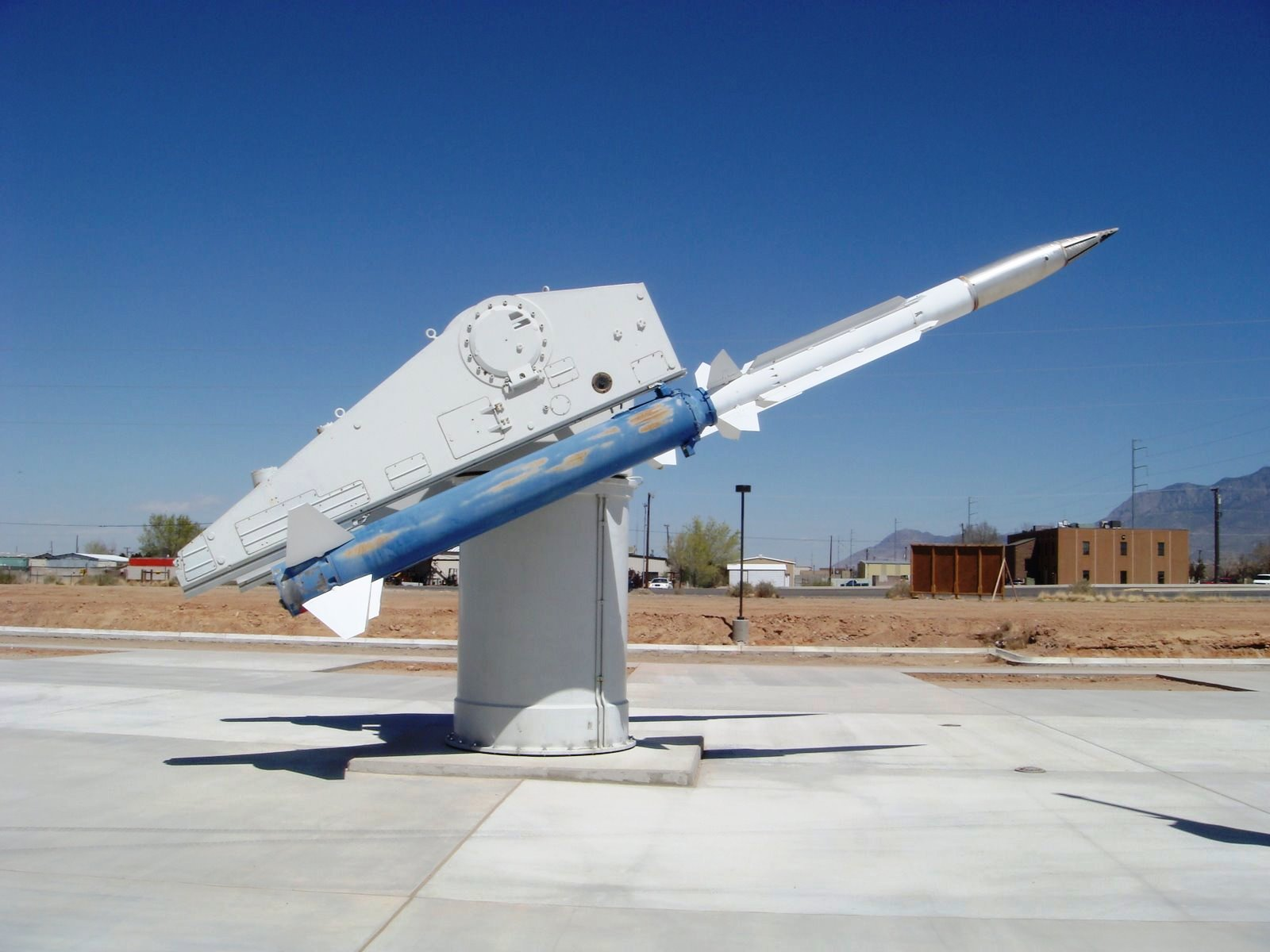
RIM-67 SM-2ER

SM-2シリーズの長射程型としては、まずSM-1ERをもとにしてSM-2MRと同様の設計変更を加えたものが開発された。制式番号はSM-1ERのものを踏襲しており、SM-2MRブロックI（RIM-66C/D）に対応するものとしてRIM-67Bが制式化された。またRIM-66G/H/Jに対応するブロックIIはRIM-67Cとされており、Mk.70ブースターが搭載された。RIM-66K/L/Mに対応するブロックIIIはRIM-67Dとされ、サステナーをMk.30 mod.4に更新するとともに、新開発の近接信管（TDD Mk.45 mod.8）を搭載した。SM-2MRが基本的にイージス艦用で、後にターター艦にもバックフィットされていったのに対して、これらはいずれもテリア・システム搭載艦でのみ運用された。

### RIM-156 SM-2ER
上記の通り、SM-2シリーズの長射程型としてはRIM-67 SM-2ERがあったが、これはテリア・システム搭載艦で運用するためのものであり、イージス艦の発射機には搭載できなかった。このことから、1987年の契約に基づき、RIM-67とは別系統で、VLSでの運用に対応した長射程型ミサイルの開発が開始された。これはSM-2シリーズのブロックIVと位置付けられており、当初、RIM-68と称される予定だったが、1960年代に空軍が開発していたAIM-68空対空ミサイルと番号が重複することが問題になり、RIM-156に変更された。
RIM-156A SM-2ERブロックIVでは、新開発のMk.72ブースターが採用された。これはRIM-67のブースターより小さく、フィンも省かれていたが、VLSからの発射に対応して推力偏向制御機能を備えていた。しかしこのブースターの開発は難航したことから、試射は1992年12月まで遅延し、初期作戦能力（IOC）獲得は1999年8月となった。
派生型として、ミサイル防衛にも使用可能なRIM-156B SM-2ERブロックIVAも計画された。これはレーダーとともに赤外線画像誘導にも対応したデュアルモード・シーカーを搭載し、低高度ミサイル防衛を担当する計画とされていた。1997年1月には実射試験にも成功していたが、ミサイル計画そのものの見直しに伴って、2001年12月に開発中止された。その後、既存のSM-2ERブロックIVへのミサイル防衛能力の付与が進められており、2006年5月には、アローミサイル（イスラエル）に似た弾頭を採用した改修弾によって、SRBM型標的弾の迎撃実験に成功した。しかし発展型のSM-6の実用化に伴い、調達はこちらに移行している。

## SM-3
SM-2ERブロックIVをもとにした弾道弾迎撃ミサイルがRIM-161 SM-3である。目標の終末段階での爆発破砕弾頭による破壊を計画していたRIM-156Bの設計を変更し、運動エネルギー弾を用いて、直接標的に体当たりするhit-to-kill方式に変更された。

## SM-6
RIM-174 SM-6（Extended Range Active Missile, ERAM）は、SM-2ERブロックIVを発展させた長射程型のミサイルであり、基本的には、SM-2ERブロックIVにAIM-120C-7 AMRAAM空対空ミサイルのアクティブ・レーダー・ホーミング（ARH）誘導装置を組み合わせたものとなっている。NIFC-CAに基づき、水平線の向こうにある目標をリモート交戦（EOR）によって撃破できるほか、SM-2ERブロックIVと同様、低高度でのミサイル防衛にも投入可能とされている。当初は、より精巧なSM-5の開発が検討されたものの、取得性や実現性を考慮して、より漸進的なSM-6が採択されたとされている。

## 派生型

### AGM-78
SM-1MRをもとにした対レーダーミサイル版がAGM-78 スタンダードARMであり、AGM-45 シュライクを補完して用いられた。ベトナム戦争ではF-105やF-4Gといった、いわゆるワイルド・ウィーゼル機に装備され、敵防空網制圧任務に就いた。後に、より小型で長射程のAGM-88 HARMによって更新された。

### RGM-66
SM-1MRブロックVをもとにした艦対艦ミサイル版がRGM-66であり、パッシブ・レーダー・ホーミング（PRH）誘導を採用している。単装発射筒に収容されていたRGM-66Dと、アスロック発射機用のRGM-66Eがあった。またアクティブ・レーダー・ホーミング（ARH）誘導のRGM-66Fも開発されたものの、1975年にキャンセルされた。
RGM-66Dは、ジェネラル・ダイナミクス社が西ドイツ海軍向けに開発していたターター-ブルパップを装備化したもので、ISSM（interim surface-to-surface missile）と呼称されており、1971年にアシュビル級哨戒艇「ベニシア」で試射を成功させたのち、同級の一部に後日装備されたほか、韓国海軍が運用する同級の準同型艇など初期のミサイル艇の一部に搭載された。またRGM-66Eはノックス級フリゲートの一部に搭載されたが、こちらは後にハープーンに更新された。

### RGM-165
SM-2MRブロックII/IIIを元にした戦術弾道ミサイル版がRGM-165 LASM（Land Attack Standard Missile）であり、SM-4とも称される。基本的にはSM-2MRのSARH誘導装置とMk.115弾頭のかわりに、GPS/INS誘導装置とMk.125弾頭に換装するものであった。しかし移動目標や掩蔽壕への効果が疑問視されたことから、2002年にキャンセルされた。

### XAIM-97
MIG-25戦闘機に対処すべくAGM-78の設計を発展させて開発された長距離空対空ミサイルがXAIM-97 シークバット(AIM-97 Seekbat)であり、中間誘導にパッシブレーダーホーミング、終端誘導に赤外線感知を用いる複合誘導方式となっている。
1970年代初頭より開発され、1972年には試射に成功したが、複合誘導方式には問題が多く、MiG-25がアメリカ軍が推測していたほどには高い性能を持たないこと、開発費用の高騰もあり、1976年には計画が中止された。

## 諸元表
|          | RIM-66A SM-1MRブロックIV | RIM-66B SM-1MRブロックV | RIM-66E SM-1MRブロックVI | RIM-66C SM-2MRブロックI | RIM-66M SM-2MRブロックIII | RIM-67A SM-1ER                    | RIM-156 SM-2ERブロックIV          |
| -------- | ------------------------ | ----------------------- | ------------------------ | ----------------------- | ------------------------- | --------------------------------- | --------------------------------- |
| 直径     | 0.34 m                   | 0.34 m                  | 0.34 m                   | 0.34 m                  | 0.34 m                    | 弾体部: 0.34 m ブースタ部: 0.46 m | 弾体部: 0.34 m ブースタ部: 0.53 m |
| 全長     | 4.47 m                   | 4.47 m                  | 4.47 m                   | 4.72 m                  | 4.72 m                    | 7.98 m                            | 6.55 m                            |
| 発射重量 | 562 kg                   | 630 kg                  | 630 kg                   | 621 kg                  | 708 kg                    | 1,340 kg                          | 1,398 kg                          |
| 射程     | 32.0 km                  | 45.7 km                 | 45.7 km                  | 74 km                   | 166.7 km                  | 65 km                             | 370.4 km                          |

| 型番      | ブロック                   | 運用プラットフォーム                  | 弾頭   | サステナー | ブースター |
| --------- | -------------------------- | ------------------------------------- | ------ | ---------- | ---------- |
| YRIM-66A  | プロトタイプ               | ターター・システム                    | Mk.51  | Mk.27      | －         |
| RIM-66A   | SM-1MRブロックI～IV        | ターター・システム                    | Mk.51  | Mk.27      | －         |
| RIM-66B   | SM-1MRブロックV            | ターター・システム                    | Mk.90  | Mk.56      | －         |
| RIM-66C   | SM-2MRブロックI            | イージス・システム (Mk.26 GMLS)       | Mk.115 | Mk.56      | －         |
| RIM-66D   | SM-2MRブロックI            | ターター・システムNTU改修艦           | Mk.115 | Mk.56      | －         |
| RIM-66E   | SM-1MRブロックVI, VIA, VIB | ターター・システム                    | Mk.115 | Mk.56      | －         |
| RIM-66G   | SM-2MRブロックII           | イージス・システム (Mk.26 GMLS)       | Mk.115 | Mk.104     | －         |
| RIM-66H   | SM-2MRブロックII           | イージス・システム (Mk.41 VLS)        | Mk.115 | Mk.104     | －         |
| RIM-66J   | SM-2MRブロックII           | ターター・システムNTU改修艦           | Mk.115 | Mk.104     | －         |
| RIM-66K-1 | SM-2MRブロックIII          | ターター・システムNTU改修艦           | Mk.115 | Mk.104     | －         |
| RIM-66K-2 | SM-2MRブロックIIIA         | ターター・システムNTU改修艦           | Mk.125 | Mk.104     | －         |
| RIM-66L-1 | SM-2MRブロックIII          | イージス・システム (Mk.26 GMLS)       | Mk.115 | Mk.104     | －         |
| RIM-66L-2 | SM-2MRブロックIIIA         | イージス・システム (Mk.26 GMLS)       | Mk.125 | Mk.104     | －         |
| RIM-66M-1 | SM-2MRブロックIII          | イージス・システム (Mk.41 VLS)        | Mk.115 | Mk.104     | －         |
| RIM-66M-2 | SM-2MRブロックIIIA         | イージス・システム, NAAWS (Mk.41 VLS) | Mk.125 | Mk.104     | －         |
| RIM-66M-5 | SM-2MRブロックIIIB         | イージス・システム (Mk.41 VLS)        | Mk.125 | Mk.104     | －         |
| RIM-156A  | SM-2ERブロックIV           | イージス・システム (Mk.41 VLS)        | Mk.125 | Mk.104     | Mk.72      |
| RIM-67A   | SM-1ERブロックI            | テリア・システム                      | Mk.51  | Mk.30      | Mk.12      |
| RIM-67B   | SM-2ERブロックI            | テリア・システムNTU改修艦             | Mk.51  | Mk.30      | Mk.12      |
| RIM-67C   | SM-2ERブロックII           | テリア・システムNTU改修艦             | Mk.115 | Mk.30      | Mk.70      |
| RIM-67D   | SM-2ERブロックIII          | テリア・システムNTU改修艦             | Mk.115 | Mk.30      | Mk.70      |